# Ligne Hachikō
La ligne Hachikō (八高線, Hachikō-sen) est une ligne ferroviaire du réseau JR East au Japon. Elle relie les gares de Hachiōji dans la préfecture de Tokyo et Kuragano dans la préfecture de Gunma.
Le nom Hachikō (八高) est formé des premiers kanjis de Hachiōji (八王子) et Takasaki (高崎), les deux villes reliées par la ligne. Il n'est pas lié au chien Hachikō.

## Histoire
La première partie de la ligne, nommée ligne nord Hachikō (八高北線), ouvrit le 1er juillet 1931 entre Kuragano et Kodama. Le 10 décembre de la même année, la section entre Hachiōji et Higashi-Hanno, nommée ligne sud Hachikō (八高南線), fut inaugurée.
La ligne nord Hachikō fut prolongée de Kodama à Yorii le 25 janvier 1933, la ligne sud Hachikō fut prolongée de Higashi-Hanno à Ogose le 15 avril de la même année. La ligne sud Hachikō fut ensuite prolongée d'Ogose à Ogawamachi le 24 mars 1934, et le dernier tronçon entre Ogawamachi et Yorii ouvrit le 6 octobre 1934, reliant les sections nord et sud et achevant la ligne Hachikō.
Le 25 février 1947, un déraillement entre les gares de Komagawa et Higashi-Hannō fit 184 morts et 495 blessés.

## Caractéristiques

### Ligne
- Longueur : 92,0 km
- Ecartement : 1 067 mm
- Alimentation : 1 500 Vcc par caténaire de Hachiōji à Komagawa
- Nombre de voies : Voie unique

### Tracé
|  |

### Services et interconnexions
La ligne Hachikō se divise en deux parties :
- la partie sud de Hachiōji à Komagawa (électrifiée)
- la partie nord, de Komagawa à Kuragano (non électrifiée).

Les trains de la partie sud s'arrêtent à Komagawa ou continuent sur la ligne Kawagoe jusqu'à la gare de Kawagoe. Quelques trains quittent la ligne à Haijima pour emprunter la ligne Ōme puis la ligne Chūō jusqu'à la gare de Tokyo.
Les trains de la partie nord relient Komagawa et Kuragano et continuent tous jusqu'à la gare de Takasaki par la ligne Takasaki.
Il n'y a pas de service commun entre les deux parties de la ligne.

### Liste des gares
| Gare          | Nom japonais | Distance depuis Hachiōji (km) | Correspondances                                            | Localisation | Localisation          |
| ------------- | ------------ | ----------------------------- | ---------------------------------------------------------- | ------------ | --------------------- |
| Hachiōji      | 八王子       | 0                             | JR East : Chūō, Yokohama Keiō : Keiō (à Keiō-Hachiōji)     | Hachiōji     | Tokyo                 |
| Kita-Hachiōji | 北八王子     | 3,1                           |                                                            | Hachiōji     | Tokyo                 |
| Komiya        | 小宮         | 5,1                           |                                                            | Hachiōji     | Tokyo                 |
| Haijima       | 拝島         | 9,9                           | JR East : Itsukaichi, Ōme (interconnexion) Seibu : Haijima | Akishima     | Tokyo                 |
| Higashi-Fussa | 東福生       | 12,7                          |                                                            | Fussa        | Tokyo                 |
| Hakonegasaki  | 箱根ヶ崎     | 15,7                          |                                                            | Mizuho       | Tokyo                 |
| Kaneko        | 金子         | 20,5                          |                                                            | Iruma        | Préfecture de Saitama |
| Higashi-Hannō | 東飯能       | 25,6                          | Seibu : Ikebukuro                                          | Hannō        | Préfecture de Saitama |
| Komagawa      | 高麗川       | 31,1                          | JR East : Kawagoe (interconnexion)                         | Hikada       | Préfecture de Saitama |
| Moro (ja)     | 毛呂         | 36,9                          |                                                            | Moroyama     | Préfecture de Saitama |
| Ogose         | 越生         | 39,6                          | Tōbu : Ogose                                               | Ogose        | Préfecture de Saitama |
| Myōkaku       | 明覚         | 44,8                          |                                                            | Tokigawa     | Préfecture de Saitama |
| Ogawamachi    | 小川町       | 52,8                          | Tōbu : Tōjō                                                | Ogawa        | Préfecture de Saitama |
| Takezawa      | 竹沢         | 56,3                          |                                                            | Ogawa        | Préfecture de Saitama |
| Orihara       | 折原         | 60,3                          |                                                            | Yorii        | Préfecture de Saitama |
| Yorii         | 寄居         | 63,9                          | Tōbu : Tōjō Chichibu Railway : Chichibu                    | Yorii        | Préfecture de Saitama |
| Yōdo          | 沢井         | 68,4                          |                                                            | Yorii        | Préfecture de Saitama |
| Matsuhisa     | 松久         | 71,1                          |                                                            | Misato       | Préfecture de Saitama |
| Kodama        | 児玉         | 75,9                          |                                                            | Honjō        | Préfecture de Saitama |
| Tanshō        | 丹荘         | 80,0                          |                                                            | Kamikawa     | Préfecture de Saitama |
| Gunma-Fujioka | 群馬藤岡     | 84,7                          |                                                            | Fujioka      | Préfecture de Gunma   |
| Kita-Fujioka  | 北藤岡       | 88,4                          |                                                            | Fujioka      | Préfecture de Gunma   |
| Kuragano      | 倉賀野       | 92,0                          | JR East : Takasaki (interconnexion)                        | Takasaki     | Préfecture de Gunma   |

## Materiel roulant

### Actuel
Les modèles suivants circulent sur la partie électrifiée (Hachiōji - Komagawa) :
- série 209-3100
- série 209-3500 : circule sur la ligne depuis le 7 mai 2018[1] (ex 209-500 transformés et transférés depuis la ligne Chūō-Sōbu)
- série E231-3000 : circule sur la ligne depuis le 19 février 2018[2] (ex E231-0 transformés et transférés depuis la ligne Chūō-Sōbu)
- série E233 : circule sur les services interconnectés avec la ligne Chūō

Un seul modèle circule sur la partie non-électrifiée (Komagawa - Kuragano) : série KiHa 110

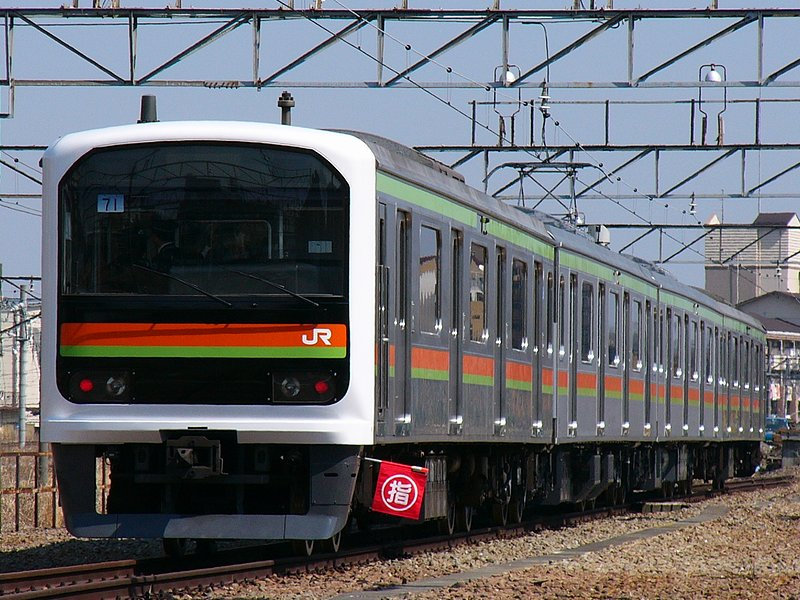
JR série 209-3100
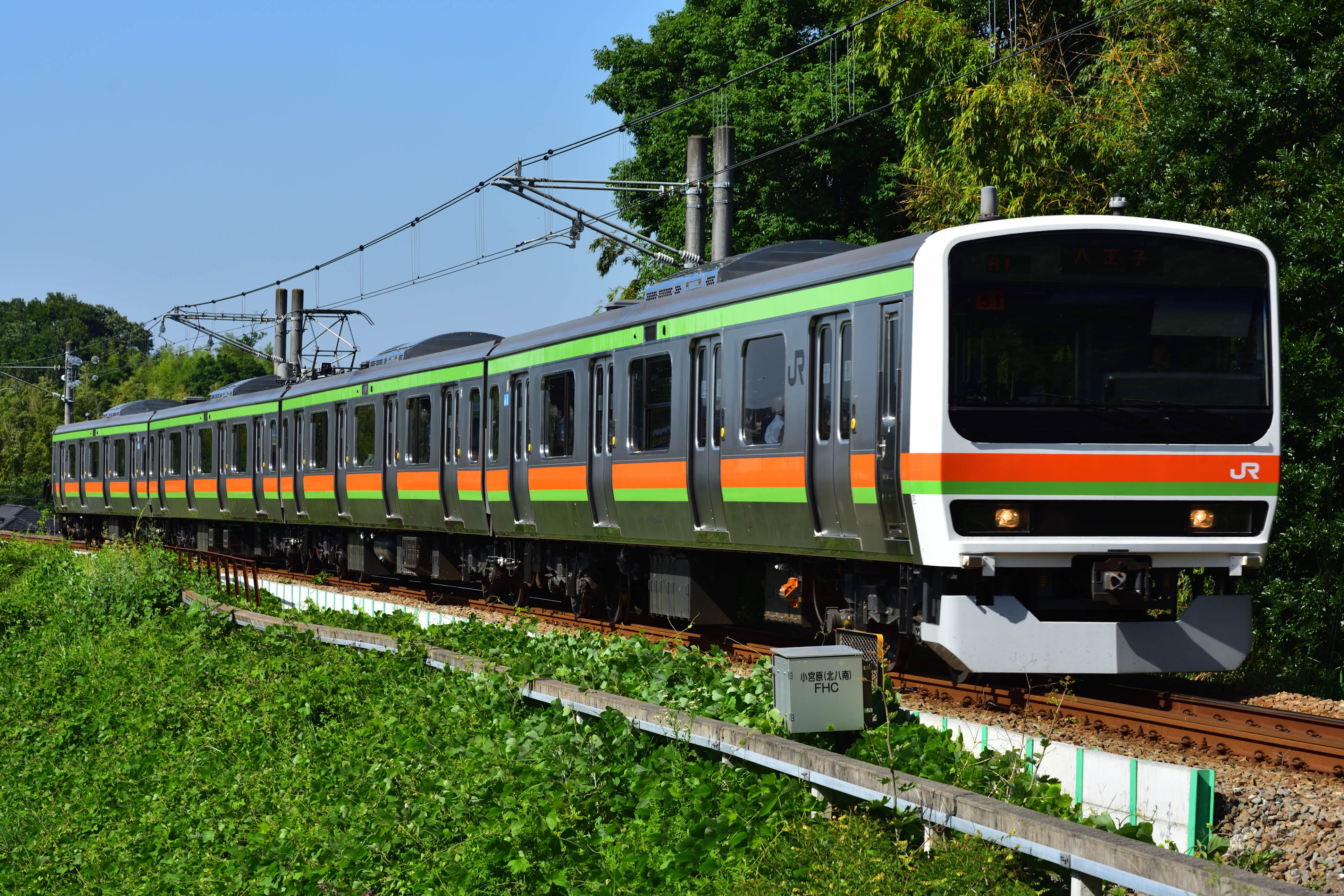
JR série 209-3500
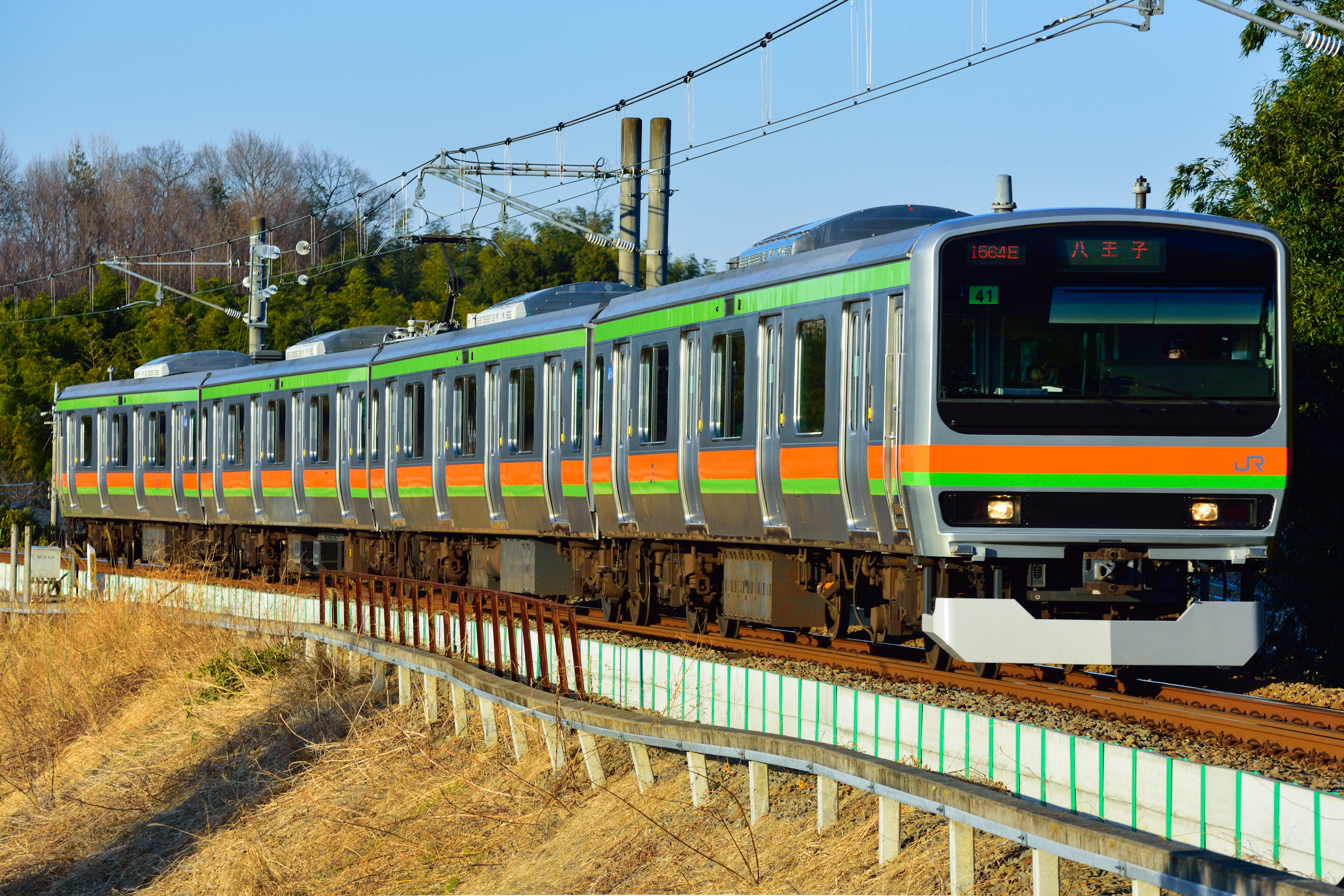
JR série E231-3000
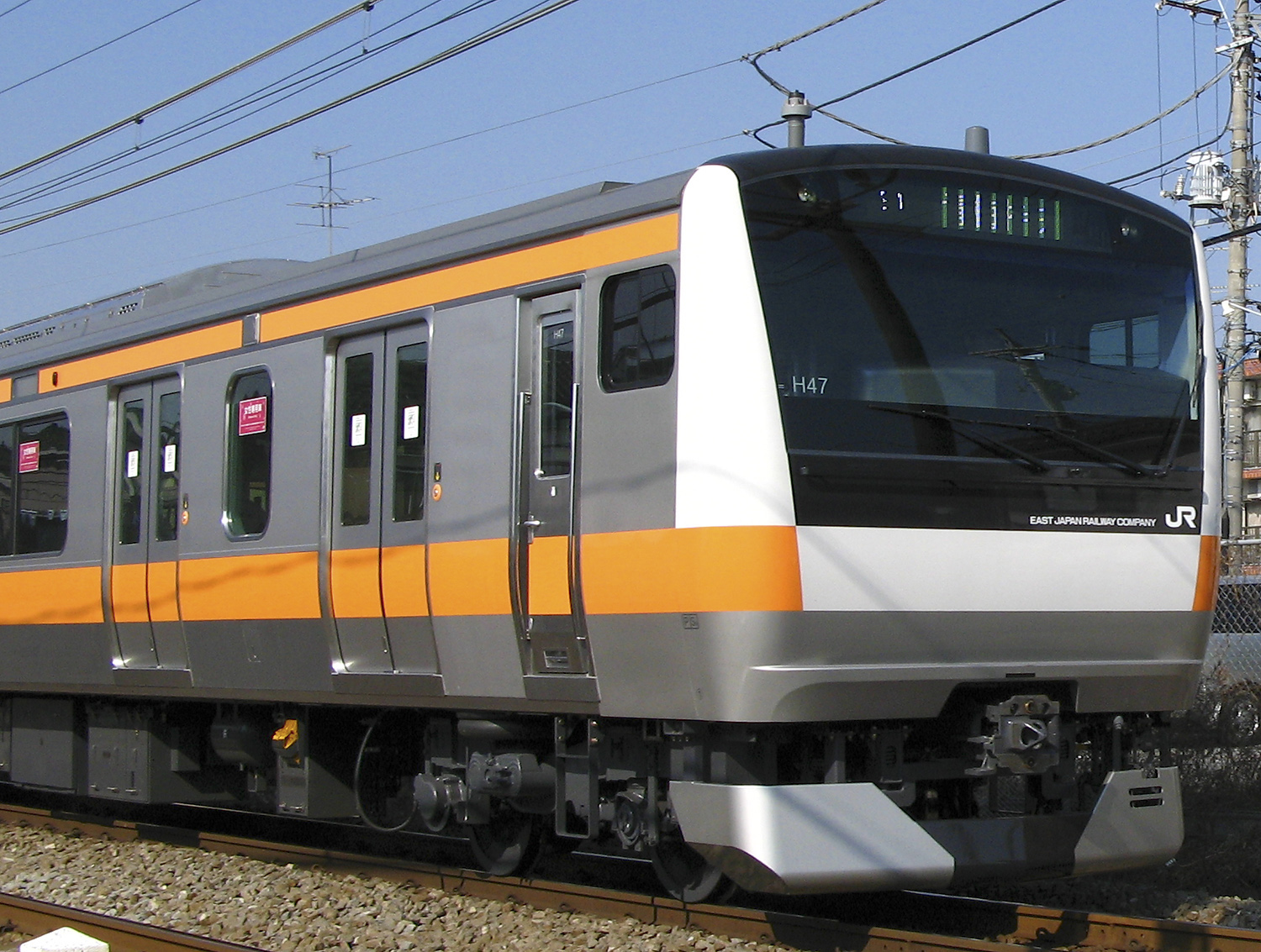
JR série E233
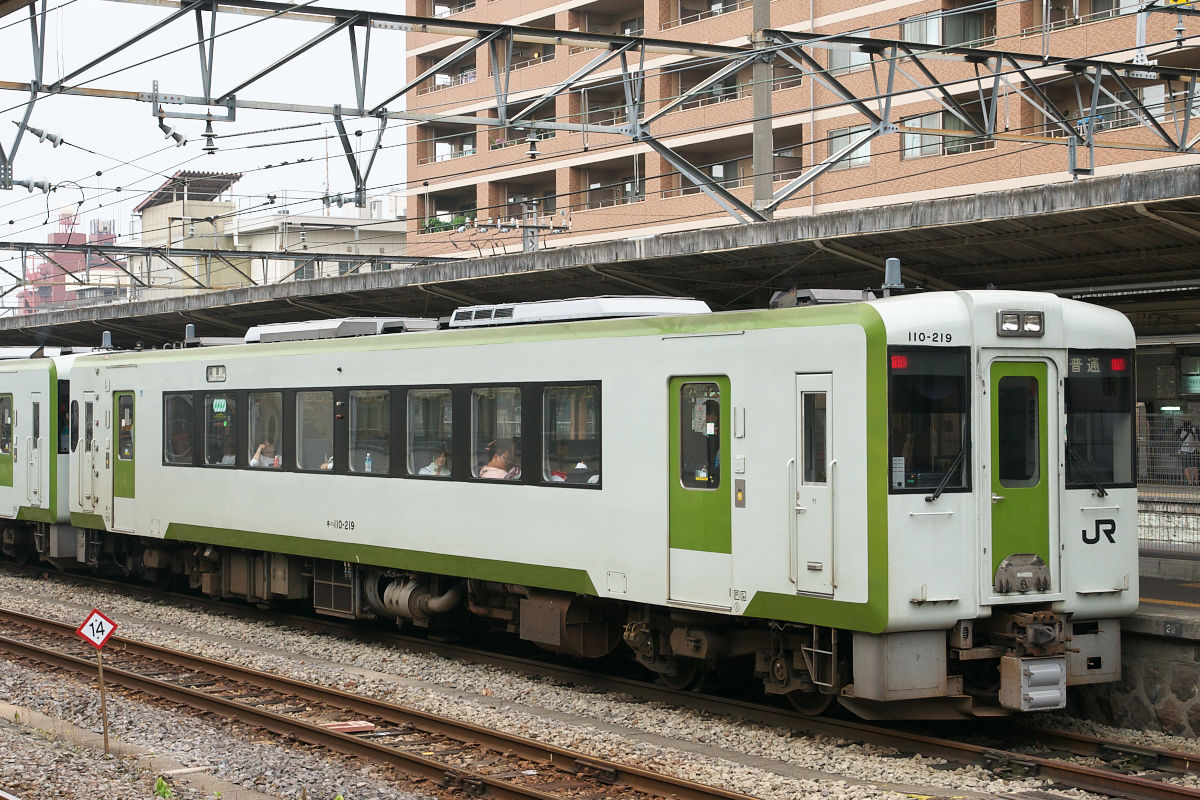
JR KiHa 110

### Ancien

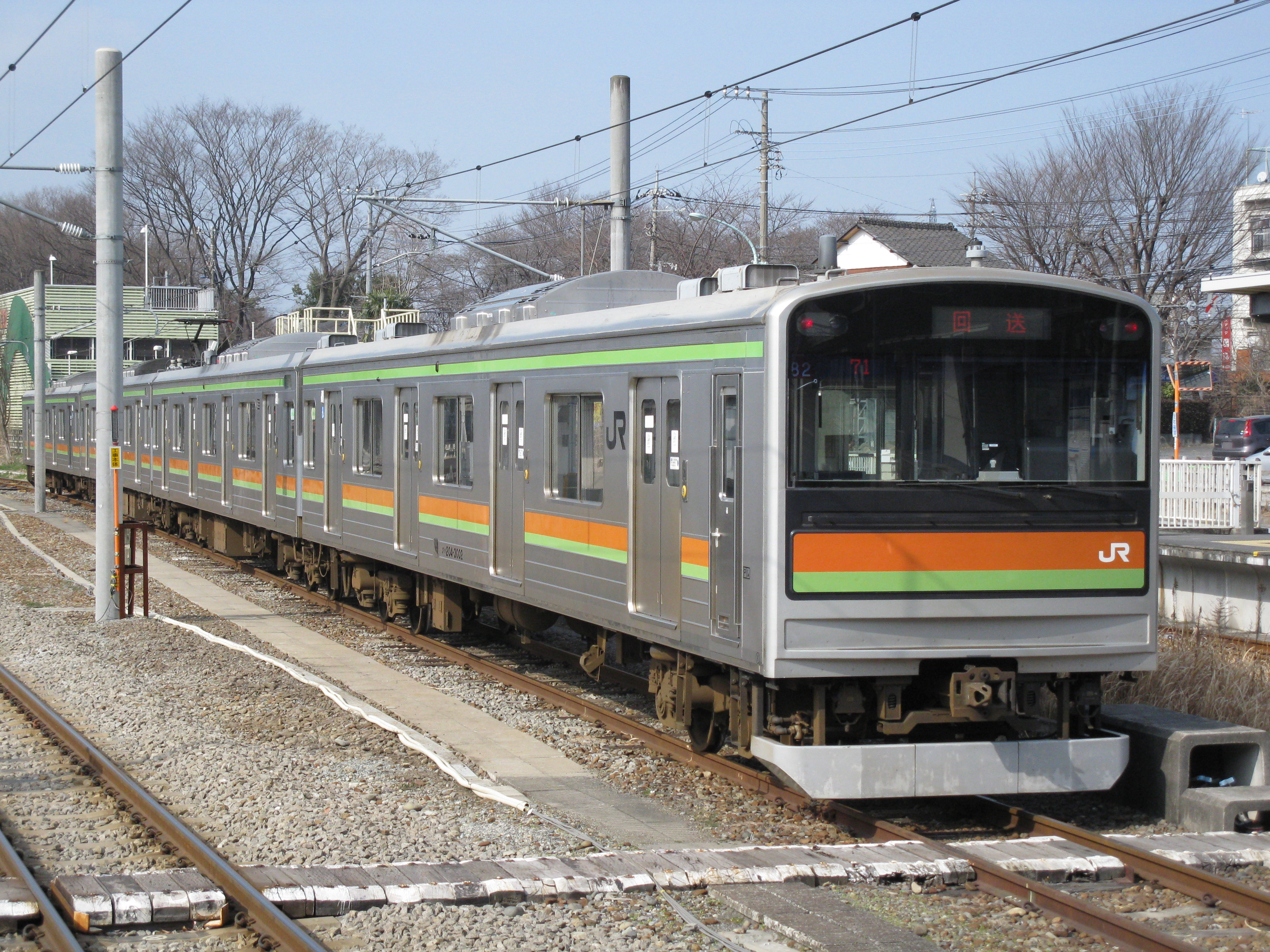
JR série 205-3000
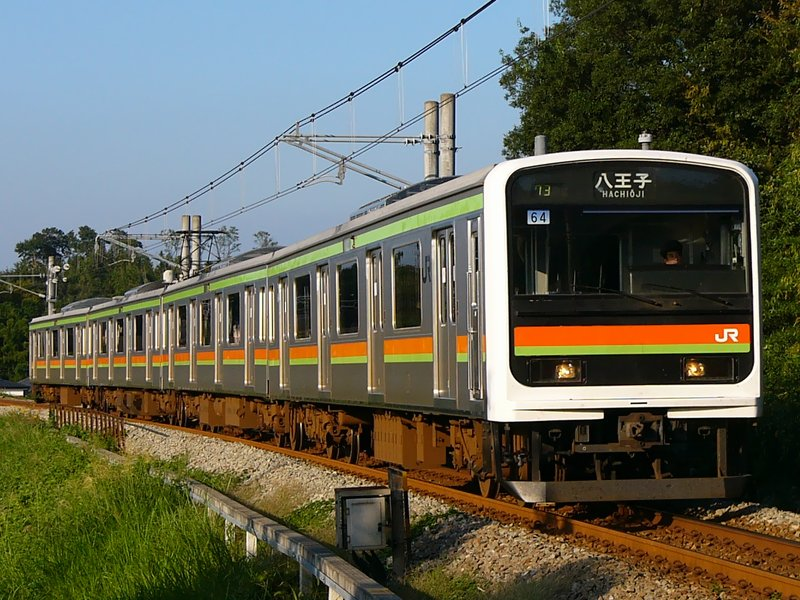
JR série 209-3000